# 赫尔博特·霍薛

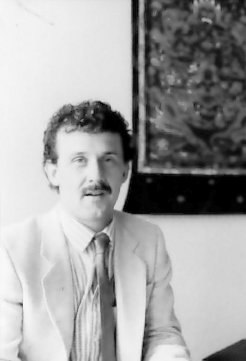
1985年，德国联邦议会中的Herbert Rusche

赫尔博特·霍薛（德語：Herbert Rusche，1952年5月6日—）是一名德国政治家及LGBT权益运动的活跃分子，出生于德国巴特诺伊纳尔市。2001年前，他是德国联盟90/绿党成员，如今他在德国海盗党。

## 个人简介
由于家庭成员的职业调动，Rusche在他的孩提时代跟随家人前往不同的城市生活和学习。完成学业以后，Herbert先后在凯撒斯劳滕、海德堡、柏林、汉堡、奥芬巴赫等城市生活，如今他定居在美茵河畔法兰克福。
Rusche在1970年退出了新教，并在1977年皈依佛教。同年，他和朋友合伙开设了奥芬巴赫的第一家有机食品店。在1980、90年代，Rusche在电讯行业自主创业。 借此，1988年起，Rusche在德国邮政的影像文本系统（在线电讯的先驱）为同性恋人群创办了第一个互联网应用。在久病之后，他于2004年退休，自此便在法兰克福生活。

## 政治运动
当他在的学生时代，他加入了泰恩巴赫和維斯洛赫的当地学生运动团体。1970年，在海德堡，他致力于同性恋运动的新发展，并在1972年和朋友一起建立了“海德堡同性恋之家”，这是海德堡的第一个同性恋友好组织。自1973年起，他成为西柏林同性恋运动的成员Homosexuellen Aktion Westberlin (HAW)。此后，他协同法兰克福的同性恋交流中心“它岸”（Anderes Ufer）工作。
他进入德国AUD政党在奥芬巴赫/法兰克福理事会，并且成为“黑森州绿色政治团体”的政要Grüne Liste Hessen (GLH)。1978年Rusche在黑森州议会中落选，当时这个政治团体仅有1.1%的选票。
后来，他先后成为“绿色政治联盟”Sonstigen politischen Vereinigung DIE GRÜNEN和绿党DIE GRÜNEN的创始人。
1981年至1983年，Rusche以黑森州经理人的身份为绿党工作。在他的就任期间，绿党在州议会的选票于1982年第一次提升到百分之八。自1983年起，Rusche随绿党进入联邦议会，他们接替了28个席位。 1985年，他成为德国联邦议院Deutschen Bundestages(MdB)的议员。
1984年3月12日，Rusche在慕尼黑作一个关于德国刑法第175条存疑的报告时，被新纳粹分子击中，只因Rusche公开的同性恋倾向。
作为议员，Rusche在1985年和绿党的议会党团提出刑法修订条例Strafrechtsänderungsgesetz (Bundestagsdrucksache 10/2832, Plenarprotokoll 10/184) 应该删除§§ 175 und 182 法典，并在1986年修订了提出删除§ 175 StGB的申请。 Rusche还是第一位政客，关注艾滋新产生的问题。许多咨询帮助，对于这个话题开放性的关注。die Aufmerksamkeit der Öffentlichkeit auf das Thema zu lenken. Jährliche Anträge zum Haushalt machten deutlich, dass Mittel für die Forschung und Prävention gebraucht wurden. 